# Certhilauda semitorquata
A Certhilauda semitorquata a madarak osztályának verébalakúak (Passeriformes) rendjébe és a pacsirtafélék (Alaudidae) családjába (Alaudidae) családjába tartozó faj.

## Rendszerezése
A fajt Andrew Smith skót zoológus és ornitológus írta le 1836-ban.

## Alfajai
- Certhilauda semitorquata transvaalensis (Roberts, 1936) – kelet-Dél-afrikai KöztársaságSzváziföld;
- Certhilauda semitorquata semitorquata (A. Smith, 1836) – középkelet-Dél-afrikai Köztársaság, Lesotho;
- Certhilauda semitorquata algida (Quickelberge, 1967) – délkelet-Dél-afrikai Köztársaság.

## Előfordulása
Afrika déli részén, a Dél-afrikai Köztársaság, Lesotho és Szváziföld területén honos. Természetes élőhelyei a  szubtrópusi és trópusi gyepek, sziklás környezetben. Állandó, nem vonuló faj.

## Megjelenése
Testhossza 20 centiméter, testtömege 30-48 gramm.

## Természetvédelmi helyzete
Az elterjedési területe nagyon nagy, egyedszáma ugyan csökken, de még nem éri el kritikus szintet. A Természetvédelmi Világszövetség Vörös listáján nem fenyegetett fajként szerepel.